# Santa Giustina (India)
Santa Giustina è un dipinto del pittore veronese Bernardino India, realizzato con la tecnica della pittura a olio su tela, conservato nel Museo di Castelvecchio a Verona.
Originarietà, l'opera venne commissionata per l'oratorio di Santa Caterina presso Ognissanti a Verona come si evince da una deliberazione dei residenti della contrada con cui nel 1574 avevano deciso di costruire un altare intitolato a Santa Giustina. L'iniziativa era correlata ai festeggiamenti per la vittoria della Serenissima nella battaglia di Lepanto. La tela entrò a far parte delle collezioni civiche veronesi nel 1812.